# 交野南インターチェンジ
交野南インターチェンジ（かたのみなみインターチェンジ）は、大阪府枚方市にある第二京阪道路のインターチェンジである。
枚方市と交野市の市境付近にあり、枚方市街への最寄りインターチェンジのひとつである。隣の寝屋川北インターチェンジとは距離がわずか0.9㎞しか離れていなく、日本で最も短い区間距離のインターチェンジとなる。

## 道路
- E89 第二京阪道路（9番）

## 接続する道路
- 国道1号（一般部）

## 歴史
- 2010年3月20日 : 枚方東IC-門真JCT間開通に伴い供用開始

## 隣
E89 第二京阪道路
(8) 交野北IC - (9) 交野南IC - (10) 寝屋川北IC